# والتر باج

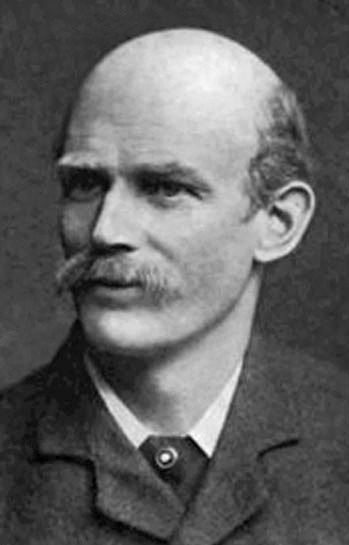
والتر باج

والتر باج  (بالإنجليزية: Walter Bache)‏(19 يونيو 1842 - 26 مارس 1888) كان رسام وقائد اوركسترا إنكليزي واشتهر بمناصرة موسيقى فرانز ليست و موسيقى أخرى للمدرسة الألمانية الحديثة في انكلترا. درس بصورة خاصة مع ليست في إيطاليا من 1863 إلى 1865, واستمر بحضور صفوف الرئيسية في فيمار، ألمانيا بصورة منظمة حتى 1885, حتى بعد الشروع بعمله المنفصل. هذه الفترة من الدراسة ليس لها نظير لأي دارس اخر لليست وقاد بصورة خاصة لارتباط متقارب بين باج وليست.
كان إنجازا كبيرا لباج إنشاء موسيقى ليست في إنجلترا، الذي كرس بتفان نفسه بين 1865 إلى وفاته في عام 1888. وكان ذلك في ذروة الحرب من الرومانسيين، عندما اختلفت الفصائل المحافظة والليبرالية الموسيقية بصراحة على مستقبل الموسيقى الكلاسيكية ومزايا التراكيب الخطية في المدارس الخاصة. باج أظهر العديد من الأعمال الأوركسترالية وأعمل كورالية من خلال سلسلة من الحفلات الموسيقية السنوية، التي كان يمولها بمفرده، نظمت وتم تعزيزها. وبالمثل، ولعب سلسلة سنوية من حفلات منفردة دمج فيها موسيقى البيانو ليزت.
كانت إستراتيجية باج تقديم هذه الأعمال كحميمية. قام بانجاز ترتيبين للبيانو من أعمال ليزت في اوركسترا قبل النسخ الأصلية، وإنجاز بعض قصائد ليزت السمفونية بعد فترة وجيزة كانوا أول مرة في قصر الكريستال. كما قدم ملاحظات برنامج معلوماتي  عالمي، كتب من قبل كبار المحللين الموسيقيين والمقربين في دائرة ليست. الصحافة الموسيقية الإنجليزية، بالرغم من معاداتها عموما إلى الموسيقى التي قدمها، ظل لجهود ليست شكراً لجهود باج. دون باج، عرف ليست أن موسيقاه لم تكن لتكتسب موطئ قدم كما فعلت.